# 顿河亚美尼亚人
顿河亚美尼亚人（俄语：Донские армяне，或称罗斯托夫亚美尼亚人、亚速亚美尼亚人、阿尼亚美尼亚人、克里米亚-阿尼亚美尼亚人等）是历史上自1779年移民至顿河流域的亚美尼亚族人群。现今亚美尼亚人是罗斯托夫州的第二大族群。据2010年人口统计数据，在顿河畔罗斯托夫，亚美尼亚人占人口的3.4%，是俄罗斯联邦境内亚美尼亚人最多的地区。而在顿河畔罗斯托夫附近的米亚斯尼科万区，亚美尼亚族的人口则占比56.1%。同在罗斯托夫州的叶戈尔雷克区的亚美尼亚人口占比为8.5%。

## 历史
顿河流域的亚美尼亚人多数是从11世纪塞尔柱人入侵小亚细亚开始向克里米亚及其周边移居，主要来自本都、小亚细亚。所以这些亚美尼亚人主要说以阿尼方言为代表的一种西亚美尼亚语，而俄罗斯其它地区的亚美尼亚人则以东亚美尼亚语为主。18世纪亚美尼亚人移民建立的顿河畔纳希切万现在成为了顿河畔罗斯托夫的一个区，地名便是致敬亚美尼亚的纳希切万。米亚斯尼科万区的区名则是为了纪念亚美尼亚族的布尔什维克革命家亚历山大·米亚斯尼基扬。